# نيكاي 225

المؤشر منذ بدايته إلى الآن

مؤشر نيكاي 225 هو مؤشر رئيسي لسوق الأسهم اليابانية في بورصة طوكية لتبادل الأسهم. يتم احتسابه يوميا من قبل صحيفة نيهون كيزاي شيمبون منذ عام 1950. وهو يقيس السوق بشكل عام ولا يركز على قطاع معين، وقد بلغ مؤشر نيكاي 225 أعلى مستوى له في 29،ديسمبر 1989م خلال فقاعة الأصول اليابانية عندما وصل 38,957.44 نقطة وأغلق عند 38,915.87 نقطة ذلك اليوم، ثم خسر المؤشر كل مكاسبه تقريبا.

## أزمة الرهن العقاري
اثرت ازمة الرهن العقاري سلبيا على المؤشر حيث واصل انهيارته وما زال نزيف الاسهم اليابانية مستمر حتى هذا الوقت من السنة حيث انخفض المؤشر بنسة 10% في أكبر انخفاض يومي منذ عام 1987 عندما رفض الكونغرس الأمريكي خطة الإنقاذ التي سببت انهيارات في جميع أسواق المال العالمية وفي يوم 27 أكتوبر هبط مؤشر نيكي إلى ادنى مستوى في 27 عام تحت 7500 نقطة خصوصا مع احتمال دخول الاقتصاد الياباني مرحلة ركود بسبب أزمة الرهن العقاري